# Лари Стефанки
Лари Стефанки (на английски: Larry Stefanki) е американски тенисист. 

## Биография
Лари Стефанки е роден на 23 юли 1957 г. в Елмхърст, Илинойс. 

## Кариера
Лари Стефанки играe девет години, като започва през 1979 г., достига най-високо класиране в световната ранглиста, до номер 35 на сингъл, след като печели престижния турнир Индиън Уелс Оупън в Ла Куинта през 1985 г. Той е един от тримата братя Стефанки, които играят в отбор по тенис на Калифорнийския университет в Бъркли от 1977 до 1979 г., под ръководството на треньора Бил Райт.
Лари Стефанки е по-известен като тенис треньор. Води играчи като Джон Макенроу, Марсело Риос, Евгени Кафелников, Тим Хенман и други. Риос и Кафелников достигат до номер 1 в световната ранглиста под негово ръководство, а Хенман достига най-доброто си постижение, световен номер 4 под негово ръководство.

## Кариерна статистика

### Финали на сингъл (1 титли; 1 финала)
|        | П–З | Година | Турнир            | Клас     | Настилка | Опонент     | Резултат           |
| ------ | --- | ------ | ----------------- | -------- | -------- | ----------- | ------------------ |
| Победа | 1–0 | 1985   | Индиън Уелс Оупън | Гран Гри | Твърда   | Дейвид Пейт | 6–1, 6–4, 3–6, 6–3 |